# Formophora
Formophora is een geslacht van halfvleugeligen uit de familie Aphrophoridae. De wetenschappelijke naam van dit geslacht is voor het eerst geldig gepubliceerd in 1942 door Matsumura.

## Soorten
Het geslacht Formophora omvat de volgende soorten:
- Formophora arisana (Matsumura, 1940)
- Formophora kanoniella (Matsumura, 1940)
- Formophora karenkonis Matsumura, 1942
- Formophora kohozana Matsumura, 1942